# Вона: суцільний провал
«Вона: суцільний провал» (англ. Won: One Flivver) — американська короткометражна кінокомедія режисера Чарльза Райснера 1921 року.

## Сюжет
Молодий одружений чоловік виграє фліввер (дешевий автомобіль), і деталі для нього надсилають до його квартири, щоб зібрати його. Хтось інший намагається забрати приз, але його проганяє поліцейський. Суперечка вирішується для обох сторін, коли фліввер вибухає на кілька частин, роблячи його непридатним для використання.

## У ролях
- Чарльз Райснер